# 高木勝裕
髙木 勝裕（たかぎ かつひろ、1957年3月26日 - ）は、日本の実業家。東映アニメーション株式会社代表取締役社長、一般社団法人日本商品化権協会理事長。

## 人物・経歴
東京都出身。1979年に、桜美林大学経済学部卒業、東映シーエム入社。1980年に、東映動画（現・東映アニメーション）入社。版権営業部長、版権事業部長を経て、2006年に、取締役版権事業部長に昇格。2011年に常務取締役。2012年から代表取締役社長を務め、中国を中心とした海外向けスマートフォンゲーム事業の強化などグローバル化を進めた。2014年日本商品化権協会理事長。